# The Strangers: Prey at Night
The Strangers: Prey at Night är en amerikansk-brittisk slasherfilm från 2018 i regi av Johannes Roberts, från ett manus skrivet av Bryan Bertino och Ben Ketai. Filmen är en uppföljare till filmen The Strangers från 2008, och hade amerikansk och brittisk biopremiär den 9 mars, respektive den 4 maj, 2018. Huvudrollerna i filmen spelas av Bailee Madison, Lewis Pullman, Christina Hendricks, Martin Henderson, och Damian Maffei.
Filmen hade svensk biopremiär den 23 mars 2018, med filmbolaget Lucky Dogs som ansvarig utgivare.

## Rollista (i urval)
- Christina Hendricks – Cindy
- Martin Henderson – Mike
- Bailee Madison – Kinsey
- Lewis Pullman – Luke
- Damian Maffei – Man in the Mask
- Emma Bellomy – Dollface
- Lea Enslin – Pin-Up Girl